# Studánka Nad tratí
Studánka Nad tratí se nachází na naučné stezce Údolím Bystřice nad železniční tratí Olomouc – Opava v přírodním parku Údolí Bystřice nad řekou Bystřicí v katastru obce Domašov nad Bystřicí v okrese Olomouc v Olomouckém kraji. Studánka pramení ve východních svazích kopce Tanečná (609 m n. m.) v Domašovských vrších u lesní cesty. Místo je celoročně volně přístupné. Nad studánkou je zastřešená dřevěná nástavba s umístěným názvem studánky na dřevěné desce. Od studánky vede umělohmotná hadice jako zdroj vody pro blízkou chatu v lese. Voda je asi pitná a vně dřevěné nástavby jsou umístěny hrnky k nabrání vody. Podle stavu z let 2018 a 2021 je tento přírodní pramen udržován a čištěn. Studánka patří do povodí řeky Bystřice (přítok řeky Moravy).

## Galerie

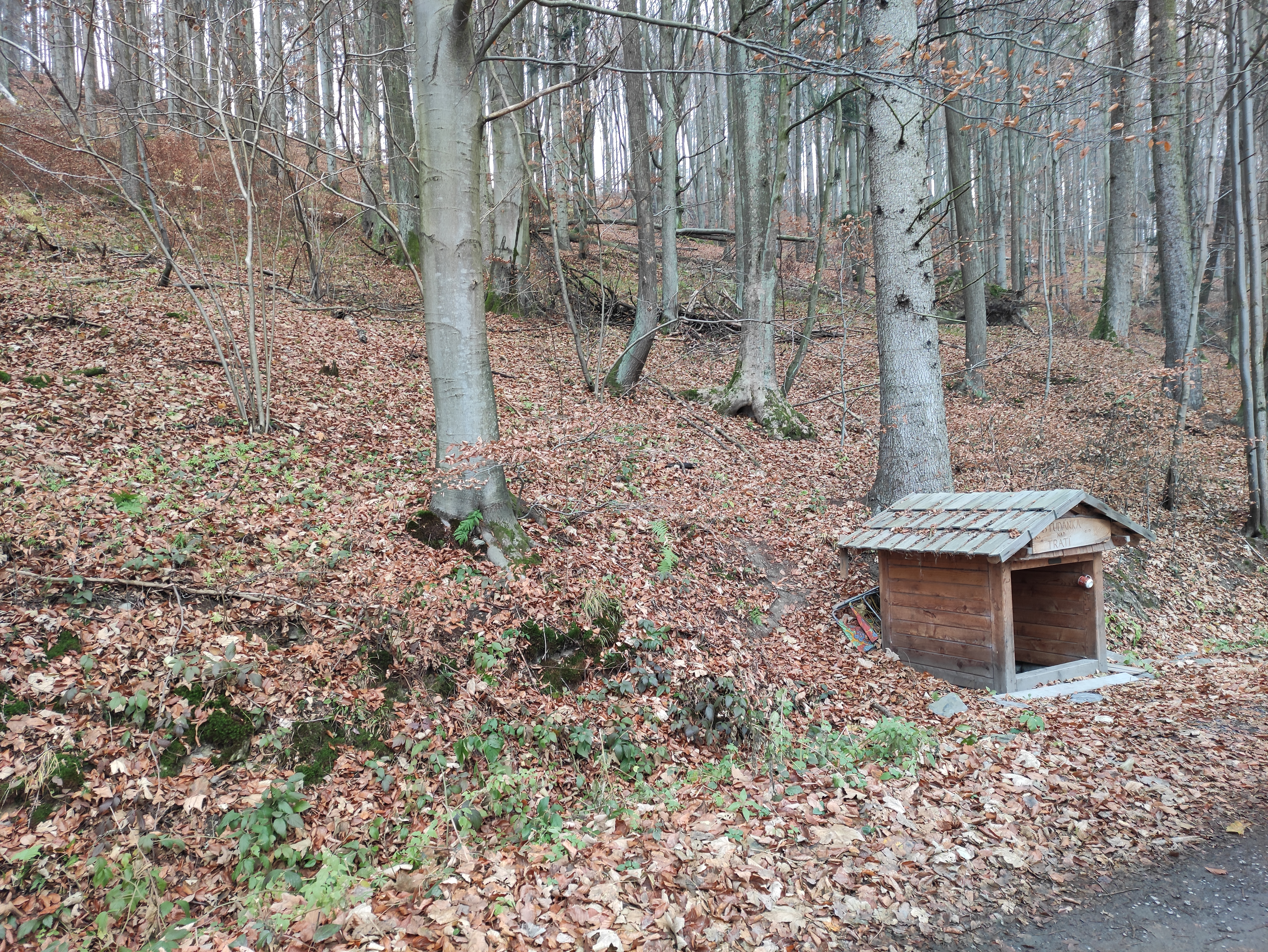